# آني هارمون
آني هارمون (بالإنجليزية: Annie Harmon)‏ هي رسامة أمريكية، ولدت في فبراير 1855 في سان فرانسيسكو في الولايات المتحدة، وتوفي بنفس المكان في 27 أغسطس 1930.

## معرض صور

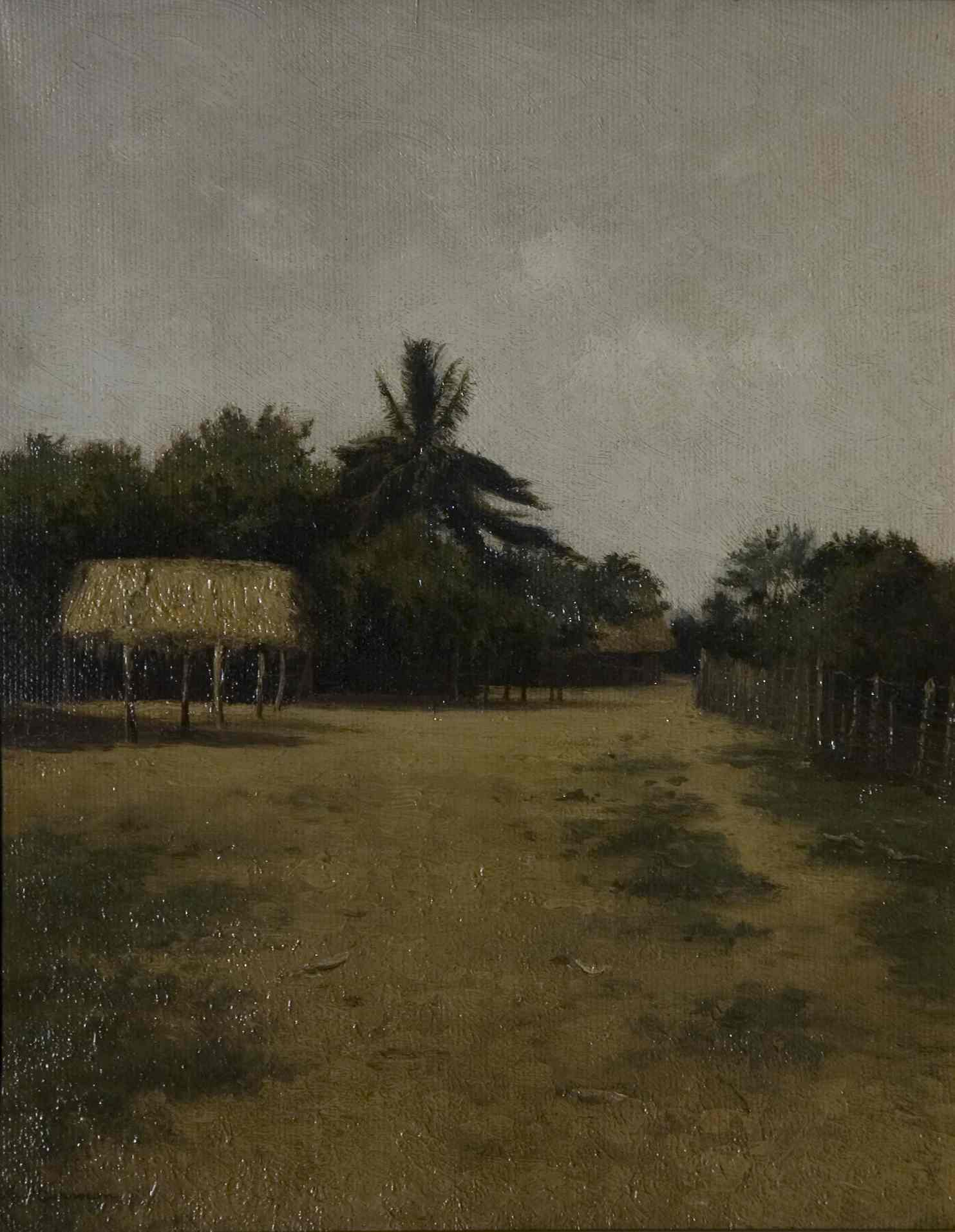
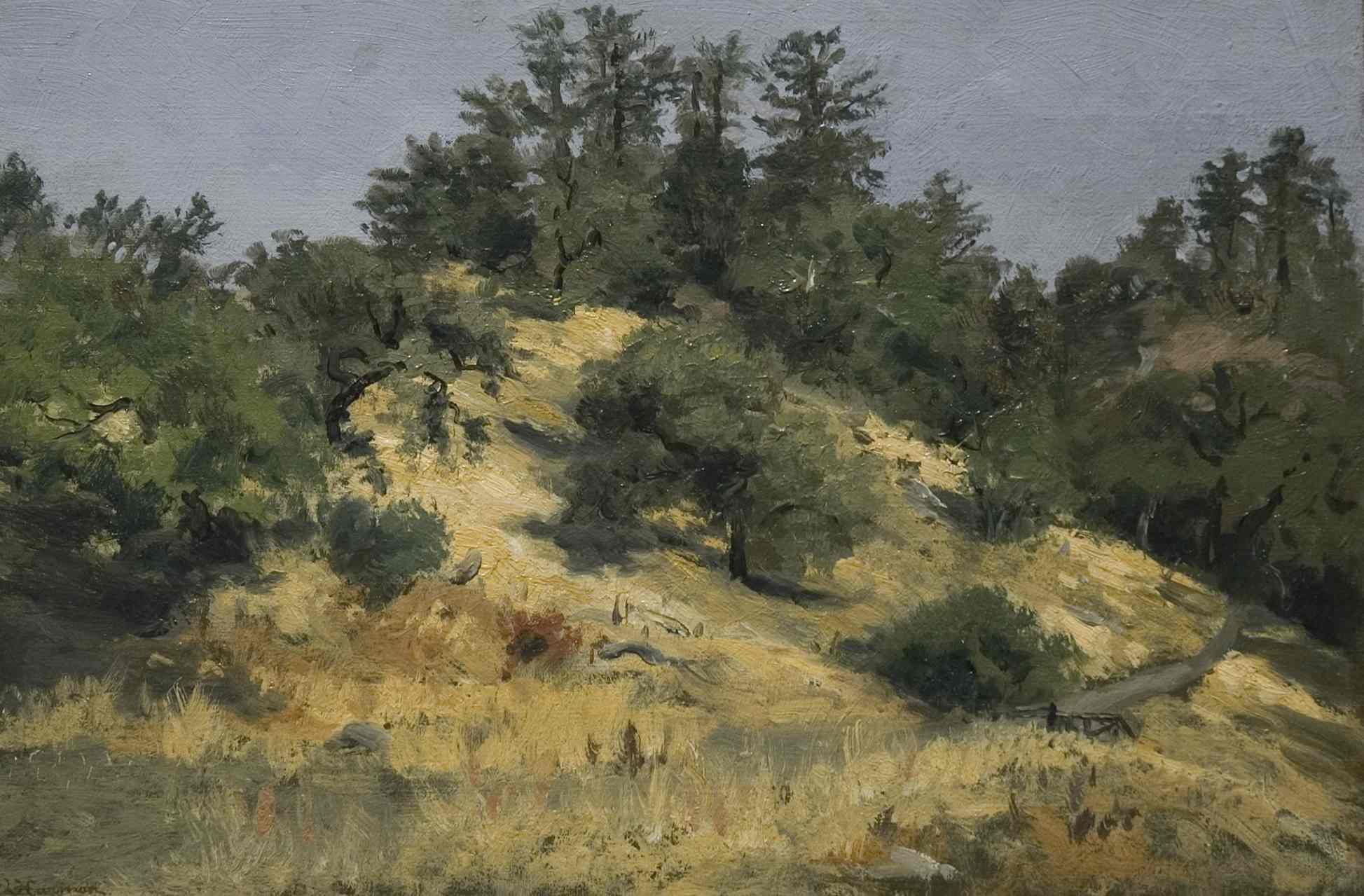
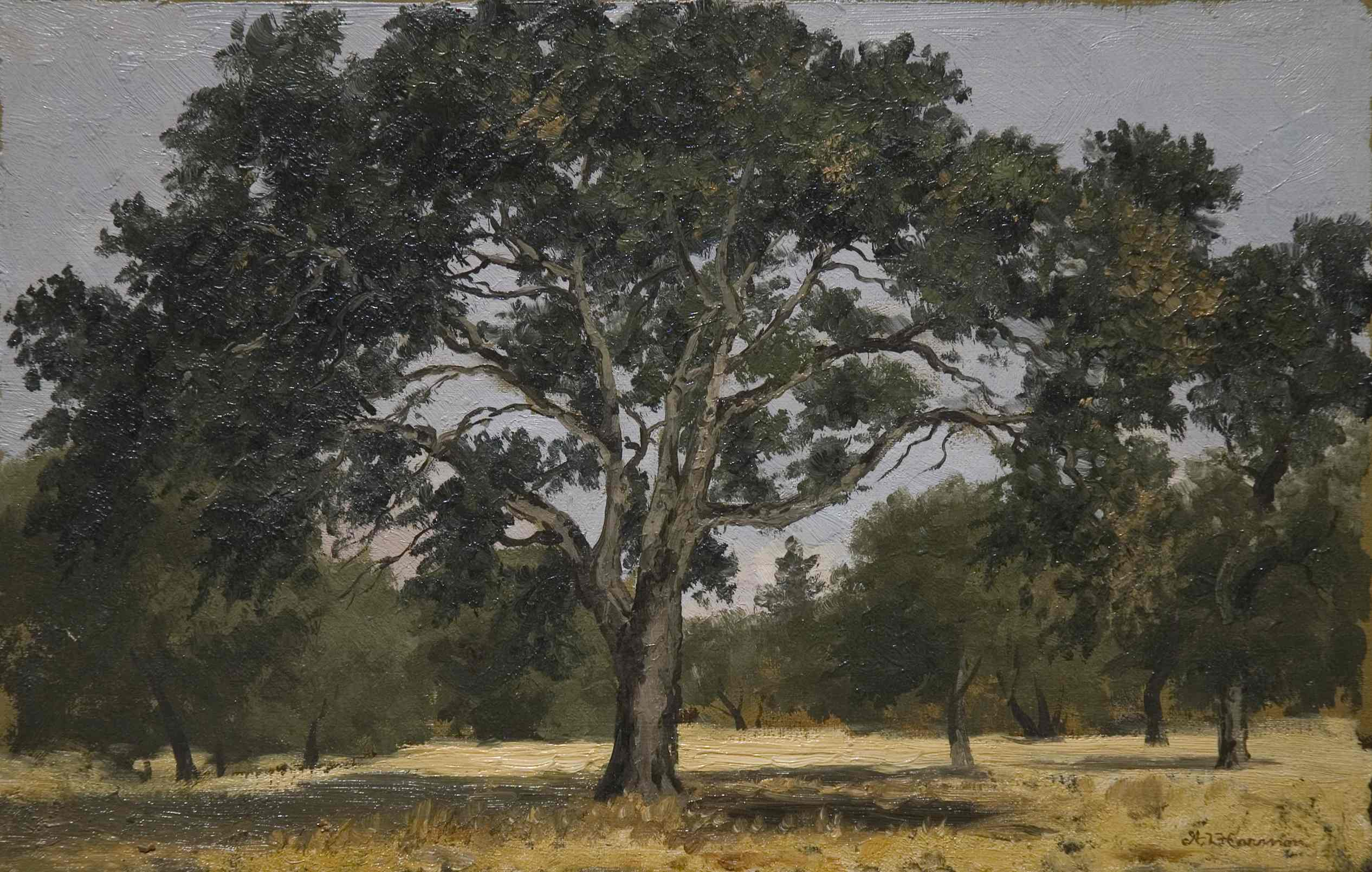